# 쯔차오우역
쯔차오우역(중국어: 紫草坞站)은 중화인민공화국 베이징시 팡산구 옌춘진 다젠로·옌허로 사이에 위치한 베이징 지하철 옌팡선의 지하철역이다. 2017년 12월 30일 옌팡선 본선 개통과 함께 개장하였다.

## 위치
이 역은 서남6환로의 외부, 다잔로(大件路)와 옌둥로(阎东路) 사이(동서 방향)에 남북 방향으로 배치되어 있고, 위치는 원래 베이징 아오윈 건재 유한 공사(北京奥远建材有限公司)의 원내였다. 역명은 다쯔차오우 마을(大紫草坞村)과 샤오쯔차오우 마을(小紫草坞村)에 인접하여 제정되었다.

## 역 구조
이 역은 지상 2층의 고가역으로, 1층은 대합실 층, 2층은 섬식 승강장이다. 역사는 총 길이 118m, 폭 18.4m, 건물 높이 18.45m, 총 건축 면적 5552.3㎡의 4기둥 3경간 프레임 구조로 건설되었다. 동, 서쪽에 두 개의 출입구가 있다.

### 층별 구조
| 2층 승강장 층    | ←                               | ■ 옌팡선 옌산 방면 (옌춘)         |
| 2층 승강장 층    | 섬식 승강장, 왼쪽 출입문이 열림 |                                   |
| 2층 승강장 층    | →                               | ■ 옌팡선 옌춘 동 방면 (시·종착역) |
| 지면층 대합실 층 | 대합실                          | A-B출입구, 고객센터, 출입 게이트  |

## 출입구
|                     |                |                                                                 |      |  |
| 출구                | 지시           | 출구 인근                                                       | 사진 |  |
| 出口 · A · 1        | 다젠로(大件路) | 옌허로(阎河路), 베이징 이공대학 팡산 분교(北京理工大学房山分校) |      |  |
| 出口 · A · 2        | 다젠로(大件路) | 옌허로(阎河路), 베이징 이공대학 팡산 분교(北京理工大学房山分校) |      |  |
| 出口 · B · 1        | 다젠로(大件路) | 옌허로(阎河路)                                                  |      |  |
| 出口 · B · 2        | 다젠로(大件路) | 옌허로(阎河路)                                                  |      |  |
| 아이콘 설명: 경사로 |                |                                                                 |      |  |

## 주해
1. ↑  계획 및 건설 단계에서는 다쯔차오우역(大紫草坞站)으로 불리었다.